# Alfhild

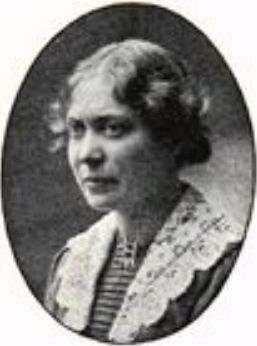
Alfhild Tamm

Kvinnonamnet Alfhild eller Alvhild är ett fornnordiskt namn sammansatt av alf/alv (se alfer) och hild som betyder strid. Andra varianter av namnet är Alfhilde och Alfhilda.
Namnet är endast känt från en enda runsten i Sverige, men i de fornnordiska sagorna förekommer flera kvinnor med namnet Alfhild, bland annat Sigurd Rings drottning. Under medeltiden dog namnet ut, men kom i bruk igen på 1820-talet då många gamla nordiska namn åter blev populära. Alfhild nådde sedan sin topp runt förra sekelskiftet (1900).
Det äldsta belägget för varianten Alfhilda är från 1822.
Den 31 december 2014 fanns det totalt 1 615 personer folkbokförda i Sverige med namnet Alfhild, varav 363 bar det som tilltalsnamn. Motsvarande siffror för Alvhild och Alfhilda var 96 respektive 18.
Namnsdag i Sverige: 3 september. I den finlandssvenska namnsdagslängden har Alfhild namnsdag 31 januari sedan starten 1929, då en egen namnsdagskalender togs i bruk för finlandssvenskar.

## Personer med namnet Alfhild
- Alfhild Agrell, svensk författare
- Alfhild Degerberg, svensk skådespelerska
- Alfhilda Mechlenburg, dansk författare
- Alfhild Stormoen, norsk skådespelerska
- Alfhild Tamm, Sveriges första kvinnliga psykiater